# تحلیل با قصد درمان
تحلیل با قصد درمان  (به انگلیسی Intention-To-Treat Analysis) (ITT)، روشی در واکاوی داده‌های پژوهش‌های بالینی است که در آن همهٔ بیماران بر پایه گروه تصادفی شدهٔ خود مورد تجزیه تحلیل قرار می‌گیرند، حتی اگر در طول پژوهش از شیوه نامه پیروی نکرده باشند یا از درمان انصراف داده باشند. این روش به حفظ تصادفی سازی و کاهش سوگیری‌ها کمک می‌کند و برآورد واقعی تری از تأثیر درمان ارایه می‌دهد.

## تحلیل با قصد درمان در برابر تحلیل شیوه نامه ای
تحلیل شیوه نامه ای (به انگلیسی Per-Protocol Analysis) یا (PP) روشی آماری برای تجزیه تحلیل است که در آن فقط آن دسته از شرکت کنندگان که به‌طور کامل از شیوه نامه پیروی کرده‌اند وارد تحلیل می‌شوند. این روش ممکن است تأثیر درمان را به‌طور دقیق تری بر کسانی که آن را به‌طور کامل دریافت می‌کنند برآورد کند. اما خطر بیش برآورد در آن افزایش می‌یابد.

## تحلیل با قصد درمان بهسازی شده
تحلیل با قصددرمان بهسازی شده (به انگلیسی Modified Intention-To-Treat Analysis) یا (mITT) یک روش در تحلیل داده‌های مطالعاتی است که در آن بخشی از تحلیل با قصد درمان (ITT) حفظ شده اما برخی تغییرات را به منظور بهبود دقت و افزایش قابلیت تعمیم پذیری نتایج تحلیل با قصد درمان (ITT) انجام می‌دهد. در این روش برخی از بیماران که به هر دلیلی از جمله عدم پاسخ به درمان، انصراف از درمان یا رعایت نکردن شیوه نامه ممکن است از تحلیل کنار گذاشته شوند. روش واکاوی بادب (mITT) تلاش می‌کند تا میان حفظ تصادفی سازی و حصول نتایج دقیق تر تعادل ایجاد کند.

## برتری‌ها و کاستی‌ها
مزایا
- کاهش سوگیری: با حفظ تصادفی سازی احتمال سوگیری کاهش می‌یابد.
- همراستایی با واقعیت بالینی: در دنیای وافعی و خارج از آزمایگاه بیماران ممکن از درمان خارج شوند یا درمان را پیش نبرده یا اشتباه دریافت کنند.
- نگهداری قدرت آماری: این که تمامی شرکت کنندگان در تحلیل گنجانده می‌شوند به حفظ قدرت آماری نتایج کمک می‌کند.

معایب
- ممکن است منجر به برآوردهای محافظه کارانه یا کم برآوردی از تأثیر درمان شود چون دربرگیرندهٔ داده‌های بیماران ناپاسخگو به درمان نیز می‌باشد.[۸]